# ASTRID (Reaktor)
ASTRID (Advanced Sodium Technological Reactor for Industrial Demonstration) ist ein 600 Megawatt starker natriumgekühlter Brutreaktor der Generation IV, vorgeschlagen vom französischen Commissariat à l’énergie atomique et aux énergies alternatives (CEA). Er sollte vor allem die Transmutation von Atommüll voranbringen und damit den nuklearen Brennstoffkreislauf schließen. Nach Unfällen im Natriumbrüter Monju und dessen Stilllegung beteiligte sich Japan am ASTRID-Projekt.
Der Reaktor sollte am Standort Marcoule als Nachfolger von Phénix gebaut werden, dem ersten kommerziellen Brutreaktor. Im Juni 2012 waren 500 Personen an dem Projekt beteiligt. Über den Bau der Anlage sollte ursprünglich 2020[veraltet] entschieden werden. Mitte 2019 berichtete die Presse, dass ASTRID eingestellt wird.